# Fernando Malavolti
Fernando Malavolti (Modena, 14 giugno 1913 – Modena, 2 settembre 1954) è stato un archeologo e speleologo italiano.

## Biografia
Si laureò in Farmacia e Scienze Naturali, e agli inizi degli anni trenta iniziò l'attività di ricerca con indagini sistematiche sugli insediamenti di interesse paletnologico e archeologico preistorico.
Tra il 1937 e il 1942 condusse gli scavi nel villaggio neolitico della Rupe del Pescale (dalla fine del V millennio a.C. alla prima metà del III), tra San Michele dei Mucchietti e Pigneto. Dal 1945 fu assistente volontario alla cattedra di Zoologia e Anatomia Comparata dell'Università di Modena e di Paletnologia all'Università di Bologna. Nel 1948 fondò la rivista "Emilia Preromana", organo ufficiale del Centro Emiliano di Studi Preistorici.
Tra il 1949 e il 1950 indagò la necropoli terramaricola di Casinalbo, nel comune di Formigine, risalente all'età del bronzo. Sempre nel 1949 rinvenne una spada della tarda età del bronzo in scavi sotto la pieve dell'Alpe di Santa Giulia, probabile offerta votiva del XIII secolo a.C. Scoprì negli anni cinquanta un villaggio neolitico presso le Cave di Fornace Carani a Fiorano, definendo per la prima volta la cosiddetta cultura di Fiorano, collocabile tra la fine del VI e gli inizi del V millennio a.C., e precisando cronologicamente le diverse fasi del neolitico emiliano. Alla medesima cultura appartiene anche il sito di Campegine, indagato nel 1951-1952. Un altro insediamento neolitico sottoposto a indagini fu quello di Mezzavia di Sassuolo.
La sua raccolta di reperti neolitici è alla base delle collezioni preistoriche del Museo Archeologico di Modena. Condusse inoltre ricerche nel campo della speleologia nell'ambito del Gruppo Speleologico Emiliano, ed è stato socio del Club Alpino Italiano di Modena. Gli è stata dedicata una grotta nel territorio di Carpineti, in provincia di Reggio Emilia.